# أندري أزولاي
أندرِي أزُولَايْ  أو أندريه أزولاي (ولد يوم 17 أبريل 1941 بالصويرة في المغرب) سياسي يهودي مغربي يعمل مستشارا خاصا للملك محمد السادس، كما عمل مستشارا للملك الحسن الثاني، كما أنه يعتبر وجها لامعا من الطائفة اليهودية بالمغرب التي تعد بالإضافة للطائفة اليهودية في إيران أكبر طائفة يهودية في البلدان العربية والإسلامية. هو صاحب مشروع تطوير مدينة الصويرة ورئيس جمعية الصويرة-موغادور والربيع الموسيقي للنسمات. وهو عضو في لجنة الحكماء لتحالف الحضارات ورئيس مؤسسة الثقافات الثلاث، ومسير في كل من الحوار المتوسطي، ومركز شمعون بيرس للسلام. كما يشغل منصب سفير النوايا الحسنة لإمارة موناكو. تم انتخابه في 2008 رئيساً لمؤسسة آنا ليند الأورومتوسطية للحوار بين الثقافات.

## العمل السياسي
أندريه أزولاي هو المستشار السياسي للعاهل المغربي محمد السادس، ومن النخب الاجتماعية والسياسية الرفيعة في المغرب. زار إسرائيل للحصول على شهادة الدكتوارة الفخرية من جامعة بن غوريون تقديراً له كيهودي جذوره مزروعة في المغرب، كرّس حياته من أجل تعزيز التعايش بين اليهود والمسلمين في شمال أفريقيا. وصف أزولاي نفسه في مقابلات صحفية كمقاتل في معركة السلام القائمة بين الفلسطينيين وإسرائيل قائلاً: «أني أسعى دائماً لإيجاد طريقة تعطي الفلسطينيين فرصة للحصول على حريتهم، كرامتهم وهويتهم وإقامة دولتهم من أجل جعل إسرائيل أكثر أمنا وأكثر قوة». أضاف ازولاي الذي يقيم مكتبة داخل القصر الملكي المغربي في العاصمة الرباط أن الأمن الإسرائيلي مرتبط بالوضع العام للفلسطينيين، إذ أنه لن يكون أمن وأمان لإسرائيل ما دامت القضية الفلسطينية لم تحل ولم تقم الدولة الفلسطينية إلى جانب إسرائيل.
أزولاي هو مصرفي سبق له العمل في مصرف فرنسي كبير، ورجل أعمال بدأ عمله كمستشار للملك الحسن الثاني الراحل عام 1990 وما زال يعمل في منصبه في عهد الملك الحالي محمد السادس.